# Réseau de bibliothèques en Finlande

Carte des réseaux de bibliothèques.
Les numéros sont ceux du tableau.

Un réseau de bibliothèques (finnois : Kirjastokimppa) est un  groupement de bibliothèques municipales en Finlande. 

## Présentation
Un réseau de bibliothèques signifie une coopération volontaire entre les bibliothèques municipales indépendantes au delà les frontières municipales et administratives. 
Le groupe de bibliothèques est généralement composé de bibliothèques situées dans la même région, mais les groupements peuvent aussi fonctionner au-delà des frontières régionales. 
L'objectif du réseau est de profiter à toutes les parties et à tous les clients. 
Généralement, des règles d'accès communes et un système de bibliothèque permettent le partage. 
La même carte de bibliothèque est utilisée à tous les emplacements.
Les bibliothèques régionales sont des acteurs clés de nombreux réseaux de bibliothèques,.

## Liste des réseaux
| №   | Groupements            | Municipalités membres |
| --- | ---------------------- | --- |
| 5.  | Anders-kirjastot       | Halsua, Kannus, Kaustinen, Kokkola, Lestijärvi, Toholampi |
| 18. | Blanka-kirjastot       | Kemiönsaari, Parainen |
| 7.  | Eepos-kirjastot        | Alajärvi, Alavus, Evijärvi, Ilmajoki, Isojoki, Isokyrö, Karijoki, Kaskinen, Kauhajoki, Kauhava, Kuortane, Kurikka, Laihia, Lappajärvi, Lapua, Perho, Seinäjoki, Soini, Teuva, Veteli, Vimpeli, Ähtäri                                    |
| 6.  | Fredrika-kirjastot     | Korsnäs, Kristiinankaupunki, Kruunupyy, Luoto, Maalahti, Mustasaari, Närpiö, Pedersöre, Pietarsaari, Uusikaarlepyy, Vöyri |
| 13. | Heili-kirjastot        | Imatra, Lappeenranta, Lemi, Luumäki, Parikkala, Rautjärvi, Ruokolahti, Savitaipale, Taipalsaari |
| 23. | Helle-kirjastot        | Askola, Hanko, Inkoo, Lapinjärvi, Loviisa, Myrskylä, Pornainen, Porvoo, Pukkila, Raasepori, Sipoo, Siuntio |
| 26. | Helmet-kirjasto        | Espoo, Helsinki, Kauniainen, Vantaa |
| 4.  | Joki-kirjastot         | Alavieska, Haapajärvi, Haapavesi, Kalajoki, Kärsämäki, Merijärvi, Nivala, Oulainen, Pyhäjärvi, Pyhäntä, Reisjärvi, Sievi, Siikalatva, Ylivieska                                                                                          |
| 3.  | Kainet-kirjastot       | Hyrynsalmi, Kajaani, Kuhmo, Paltamo, Puolanka, Ristijärvi, Suomussalmi |
| 8.  | Keski-kirjastot        | Hankasalmi, Joutsa, Jyväskylä, Jämsä, Kannonkoski, Karstula, Keuruu, Kinnula, Kivijärvi, Konnevesi, Kuhmoinen, Kyyjärvi, Laukaa, Luhanka, Multia, Muurame, Petäjävesi, Pihtipudas, Saarijärvi, Toivakka, Uurainen, Viitasaari, Äänekoski |
| 24. | Kirkes-kirjastot       | Järvenpää, Kerava, Mäntsälä, Tuusula |
| 10. | Kuopion verkkokirjasto | Kaavi, Kuopio, Tuusniemi |
| 22. | Kyyti-kirjastot        | Hamina, Iitti, Kotka, Kouvola, Miehikkälä, Pyhtää, Virolahti |
| 1.  | Lapin kirjasto         | Enontekiö, Inari, Kittilä, Kemi, Kemijärvi, Keminmaa, Kolari, Muonio, Pelkosenniemi, Pello, Posio, Ranua, Rovaniemi, Salla, Savukoski, Simo, Sodankylä, Tervola, Tornio, Utsjoki, Ylitornio                                              |
| 21. | Lastu-kirjastot        | Asikkala, Hartola, Heinola, Hollola, Kärkölä, Lahti, Orimattila, Padasjoki, Sysmä |
| 16. | Loisto-kirjastot       | Aura, Koski Tl, Loimaa, Marttila, Oripää, Pöytyä |
| 19. | Louna-kirjastot        | Forssa, Humppila, Jokioinen, Tammela, Ypäjä |
| 27. | Lukki-kirjastot        | Karkkila, Lohja, Vihti |
| 12. | Lumme-kirjastot        | Enonkoski, Hirvensalmi, Joroinen, Juva, Mikkeli, Mäntyharju, Pertunmaa, Pieksämäki, Puumala, Rantasalmi, Savonlinna, Varkaus |
| 2.  | Outi-kirjastot         | Ii, Kempele, Kuusamo, Liminka, Lumijoki, Muhos, Oulu, Pudasjärvi, Pyhäjoki, Raahe, Ranua, Siikajoki, Simo, Taivalkoski, Tervola, Tyrnävä, Utajärvi, Vaala, Vihanti                                                                       |
| 15. | PIKI-kirjastot         | Akaa, Hämeenkyrö, Ikaalinen, Juupajoki, Kangasala, Kihniö, Lempäälä, Mänttä-Vilppula, Nokia, Orivesi, Parkano, Pirkkala, Punkalaidun, Pälkäne, Ruovesi, Sastamala, Tampere, Urjala, Valkeakoski, Vesilahti, Virrat, Ylöjärvi             |
| 25. | Ratamo-kirjastot       | Hausjärvi, Hyvinkää, Loppi, Nurmijärvi, Riihimäki |
| 9.  | Rutakko-kirjastot      | Iisalmi, Keitele, Kiuruvesi, Lapinlahti, Pielavesi, Rautalampi, Rautavaara, Sonkajärvi, Tervo, Vesanto, Vieremä |
| 14. | Satakirjastot          | Eura, Eurajoki, Harjavalta, Huittinen, Jämijärvi, Kankaanpää, Karvia, Kokemäki, Merikarvia, Nakkila, Pomarkku, Pori, Rauma, Siikainen, Säkylä, Ulvila                                                                                    |
| 11. | Vaara-kirjastot        | Heinävesi, Ilomantsi, Joensuu, Juuka, Kitee, Kontiolahti, Lieksa, Liperi, Nurmes, Outokumpu, Polvijärvi, Rääkkylä, Tohmajärvi |
| 20. | Vanamo-kirjastot       | Hattula, Hämeenlinna, Janakkala |
| 17. | Vaski-kirjastot        | Kaarina, Kustavi, Laitila, Lieto, Masku, Mynämäki, Naantali, Nousiainen, Paimio, Pyhäranta, Raisio, Rusko, Salo, Sauvo, Taivassalo, Turku, Uusikaupunki, Vehmaa                                                                          |
| 28. | Bibliotek.ax           | Brändö, Eckerö, Finström, Föglö, Geta, Hammarland, Jomala, Kumlinge, Kökar, Lemland, Lumparland, Maarianhamina, Saltvik, Sottunga, Sund, Vårdö                                                                                           |